# Anna Müller (Gerechte unter den Völkern)
Anna Müller (* 24. Juli 1880; † 9. Juni 1968) war eine österreichische Gärtnereibesitzerin, die gemeinsam mit ihrem Sohn Konstantin während der Zeit des Nationalsozialismus in ihrer Heimatstadt Wien mehrere Juden vor der Deportation rettete. Im Jahr 1974 wurde beiden der Titel „Gerechter unter den Völkern“ verliehen.

## Leben und Bedeutung
Anna Müller war die Mutter des Wiener Postbeamten Konstantin Müller und Besitzerin einer Gärtnerei. Gemeinsam mit ihrem Sohn hat sie bis zur Deportation der Juden in die Todeslager, viele Juden mit Geld, Lebensmittel, Kleidung und auf andere Art geholfen. Zum Beispiel ermöglichten sie 1942 der Jüdin Gerti Stern, Österreich zu verlassen und sich vor der Deportation zu retten.  1942 nahm sie die Jüdin Julia Schapira bei sich auf, die schon für die Deportation nach Polen registriert worden war. Eines Tages wurde Julia Schapira von der Gestapo entdeckt, doch mit viel Glück und Beziehungen konnte Konstantin ihre Deportation nach Polen vereiteln und sie kam in ein Lager nach Wien.
Als Julia Schapira und eine andere Jüdin Anna Müller von ihrer Lage informierten, beschloss sie, den zwei jüdischen Frauen in ihrem Haus Unterschlupf zu gewähren. Sie versteckte sie von 1942 bis 1945 trotz der drohenden Lebensgefahr und sorgte für alles, was sie benötigten. Da die Gestapo oft in ihrer Nähe tätig war, wechselten sie oft das Versteck. Die versteckten jüdischen Frauen erlebten die Befreiung.
1974 wurde Anna Müller und ihrem Sohn in Yad Vashem die Ehrenmedaille der „Gerechten der Völker“ verliehen.
Im Jahr 2012 wurde in Wien-Donaustadt (22. Bezirk) die Anna-Müller-Straße nach ihr benannt.